# Björn Emmerling
Björn Emmerling, född den 16 november 1975 i Würzburg, Tyskland, är en tysk landhockeyspelare.
Han tog OS-brons i herrarnas landhockeyturnering i samband med de olympiska landhockeytävlingarna 2004 i Aten.